# Cartas a uma Ditadura
Cartas a uma ditadura é um documentário português de 2006 dirigido e narrado por Inês de Medeiros. Com duração de 60 minutos.

## Enredo
A partir da descoberta de centenas de cartas de mulheres que em 1958 responderam a uma desconhecida circular de um misterioso Movimento Nacional das Mulheres Portuguesas, a diretora tenta mostrar ouvindo algumas missivistas ainda vivas o papel feminino nos anos 1950 e 1960, época em que Portugal esteve sob o regime Salazarista.
São mostradas cenas de arquivo de Salazar em manifestações públicas e também em sua vida privada, com aparição da governanta e das duas filhas adotivas do dirigente. As autoras das cartas escreveram sobre a admiração que então sentiam por Salazar, considerado um homem casto e dedicado a dirigir o país. É contado sobre a campanha eleitoral de 1958 para a presidência, quando o "general sem medo" Humberto Delgado enfrentou o candidato salazarista Américo Tomás. Temido pelas mulheres segundo depoimento no documentário, como um novo Mussolini ou Hitler, o general perdeu fraudulentamente as eleições e mais tarde seria assassinado pela PIDE. As missivistas entrevistadas falam, além de Salazar e da disputa eleitoral de 1958, sobre a vida que levavam naqueles tempos politicamente obscuros.